# Helmut Brade (Fußballspieler)
Helmut Brade (* 23. Juli 1947) ist ein ehemaliger deutscher Fußballtorwart, der zwischen 1970 und 1978 für den Halleschen FC Chemie 117 Spiele in der DDR-Oberliga, der höchsten Spielklasse im DDR-Fußball, bestritt. Brade ist zweifacher Nachwuchsnationalspieler der DDR.

## Sportliche Laufbahn
Bis zu seinem 20. Lebensjahr war Helmut Brade Torwart bei der Betriebssportgemeinschaft (BSG) Chemie Leipzig, kam aber in deren Oberligamannschaft nicht zum Einsatz. Im Mai 1967 musste er einen 18-monatigen Militärdienst antreten und spielte während dieser Zeit für den Zweitligisten Armeesportgemeinschaft Vorwärts Meiningen. In der Saison 1967/68 wurde er dort in vier Punktspielen der DDR-Liga eingesetzt. Nach seiner Entlassung aus der NVA schloss sich Brade im November 1968 der BSG Chemie Zeitz an, die ebenfalls in der DDR-Liga vertreten war. Von den noch auszutragenden 20 Punktspielen absolvierte Brade elf Partien.
Nachdem Zeitz am Saisonende als Absteiger feststand, wechselte Brade im Sommer 1969 zum Oberligisten Hallescher FC Chemie. Dort war er 2. Torwart hinter Ralf Heine und spielte zunächst in der DDR-Ligamannschaft von HFC II. Erst zum Ende der Saison kam er in drei Oberligaspielen zum Einsatz. Für die Saison 1970/71 bestimmte Trainer Walter Schmidt den 1,78 m großen Brade zur Nummer eins im Tor der Hallenser. Daraufhin wurde Brade in den 26 Punktspielen 19 Mal eingesetzt. Bis 1978 blieb er Stammtorwart des HFC. Da er immer wieder wegen Verletzungen pausieren musste, wurde er in den Spielzeiten 1971/72 bis 1977/78 bei 156 ausgetragenen Oberligaspielen nur 95-mal eingesetzt. In der DDR-Liga-Saison 1973/74 (nach Abstieg) war er mit 21 Einsätzen bei 22 Punktspielen am sofortigen Wiederaufstieg beteiligt. Anfang 1971 bestritt Brade zwei Länderspiele mit der DDR-Nachwuchsnationalmannschaft. Im September 1971 war er von der Brandkatastrophe im Eindhover Mannschaftsquartier des HFC anlässlich des UEFA-Pokalspiels gegen die PSV Eindhoven mit betroffen.
Für die Saison 1978/79 wurde Brade noch als 1. Torwart des HFC im veröffentlichten Oberliga-Aufgebot genannt, kam aber tatsächlich nicht mehr zum Einsatz. Ein Jahr später wurde er als Abgang wegen Beendigung der aktiven Laufbahn erwähnt. Als Freizeitfußballer spielte er noch beim BSV LW Rackwitz in der viertklassigen Bezirksklasse Leipzig.